# Memphis (Alabama)
Memphis és una població dels Estats Units a l'estat d'Alabama. Segons el cens del 2000 tenia 33 habitants.

## Demografia
Segons el cens del 2000, Memphis tenia 33 habitants, 10 habitatges, i 6 famílies. La densitat de població era de 32,7 habitants/km².
Dels 10 habitatges en un 20% hi vivien nens de menys de 18 anys, en un 20% hi vivien parelles casades, en un 40% dones solteres, i en un 40% no eren unitats familiars. En el 20% dels habitatges hi vivien persones soles el 10% de les quals corresponia a persones de 65 anys o més que vivien soles. El nombre mitjà de persones vivint en cada habitatge era de 3,3 i el nombre mitjà de persones que vivien en cada família era de 4,33.
Per edats la població es repartia de la següent manera: un 45,5% tenia menys de 18 anys, un 3% entre 18 i 24, un 12,1% entre 25 i 44, un 18,2% de 45 a 60 i un 21,2% 65 anys o més.
L'edat mediana era de 36 anys. Per cada 100 dones hi havia 73,7 homes. Per cada 100 dones de 18 o més anys hi havia 63,6 homes.
La renda mediana per habitatge era de 13.750 $ i la renda mediana per família de 20.833 $. Els homes tenien una renda mediana de 26.250 $ mentre que les dones 0 $. La renda per capita de la població era de 4.444 $. Aproximadament el 33,3% de les famílies i el 53,1% de la població estaven per davall del llindar de pobresa.

## Poblacions més properes
El següent diagrama mostra les poblacions més properes.